# 全国地域サッカーチャンピオンズリーグ2022
全国地域サッカーチャンピオンズリーグ2022（ぜんこくちいきサッカーチャンピオンズリーグ2022）は2022年11月11日から11月27日まで群馬県、新潟県、徳島県及び埼玉県で行われた46回目の全国地域サッカーチャンピオンズリーグ（地域CL）である。

## 概要
2022年7月2日に大会概要が日本サッカー協会 (JFA) から示された。前年中止となった全国社会人サッカー選手権大会（全社）からの出場枠が復活したが、前年の2021年大会から出場要件が一部変更され、「2022年度各地域リーグ（最上位リーグ）のチームで全社ベスト4以上の上位3チーム」（2021年大会は「地域リーグ（最上位リーグ）4位以内」の条件があったが、地域リーグの最上位リーグに所属していればリーグ戦の順位は問わない形）に変更された。

## 会場
1次ラウンド
| 組 | 試合会場名                                       | 所在地       | 画像 |
| -- | ------------------------------------------------ | ------------ | ---- |
| A  | アースケア敷島サッカー・ラグビー場               | 群馬県前橋市 |      |
| B  | 新潟市陸上競技場                                 | 新潟県新潟市 |      |
| C  | 鳴門・大塚スポーツパークポカリスエットスタジアム | 徳島県鳴門市 |      |

決勝ラウンド
| 試合会場名                     | 所在地       | 画像 |
| ------------------------------ | ------------ | ---- |
| 熊谷スポーツ文化公園陸上競技場 | 埼玉県熊谷市 |      |

## 出場チーム
JFAの発表した大会要項 に基づく。
1. 2022年度各地域リーグ優勝チーム (9チーム)
  - 北海道：BTOPサンクくりやま
  - 東北1部：コバルトーレ女川
  - 関東1部：栃木シティFC
  - 北信越1部：アルティスタ浅間
  - 東海1部：FC刈谷
  - 関西1部：アルテリーヴォ和歌山
  - 中国：福山シティFC
  - 四国：FC徳島
  - 九州：沖縄SV
2. 第58回全国社会人サッカー選手権大会出場チームより最大3チーム（JFL入会を希望し、ベスト4以上かつ地域最上位リーグに所属し、1.により出場権を獲得していない上位3チーム）
  - 優勝：ブリオベッカ浦安（関東1部6位）
  - 3位：FC延岡AGATA（九州2位）
  - 4位：ヴェロスクロノス都農（九州3位）
    - 2位のBTOPサンクくりやま（北海道1位）は出場権獲得済み。
3. 1.および2.の条件で12チームに満たない場合は各地域リーグで2位となったJリーグ百年構想クラブを補充する（複数存在する場合はJリーグ百年構想クラブに承認された順序が早いクラブを優先する。また、この要件での出場権獲得は各クラブ1回限りとする）。
  - 上記の条件で12チームに達したため、適用せず。なお、仮に適用となっていた場合でも該当クラブはいなかった（地域リーグ所属の百年構想クラブのうち、コバルトーレ女川・栃木シティFC・沖縄SVは各地域リーグ優勝で出場権獲得済み、東京23FC・VONDS市原・南葛SCは地域リーグ3位以下となったため要件を満たせず）。
4. 1.から3.の条件で12チームに満たない場合は、地域リーグ2位チームの中で、JFLへ入会を希望するチームを「2010年6月末の全国社会人サッカー連盟加盟登録チームの多い順番（関東→関西→九州→東海→北海道→中国→北信越→東北→四国）」で巡回し輪番により補充する（2022年度は東北→四国→関東の順）。
  - 上記の条件で12チームに達したため、適用せず。

なお、今回出場する12チームは全チームが翌年のJFLへの入会希望書類を提出している。

## 試合方式
JFAの発表した大会要項 に基づく。
- 1次ラウンドは出場12チームを4チームずつ3グループに分け、1回戦総当たりリーグ戦を戦う。各グループ1位の3チームと、各グループ2位のうち成績最上位チームの計4チームが決勝ラウンドに進出する。決勝ラウンドも4チームが1回戦総当たりリーグ戦を戦う。
  - グループ分けについては、2022年10月22日に日本サッカー協会ビル（JFAハウス）にて以下の方法で行われ、関西サッカーリーグYouTube公式チャンネルで配信された[3]。
    1. 各地域リーグ優勝チームのうち1次ラウンド会場を含む地域である3チーム（敷島：栃木C、新潟市陸：浅間、鳴門大塚：FC徳島。便宜上「第1グループ」と表現する）、これ以外の各地域リーグ優勝チーム6チーム（同「第2グループ」）、全社枠で出場する3チーム（浦安、延岡、都農。同「第3グループ」）を振り分ける。これにより、「第1グループ」と「第3グループ」の各チームは同一のグループにならないことがあらかじめ決まっている。
    2. グループ名（A・B・C）を記したボールを1つずつ入れた「ポット1」「ポット3」と2つずつ入れた「ポット2」、グループごとのポジション番号（A-1 - C-4）を記したボールを入れた3種類の「ポットA・B・C」、1から4の番号の書かれた「抽選箱」を用意する。
    3. まず「抽選箱」を3回抽選し、グループごとの決勝ラウンドのポジションを決定する。残ったポジションはワイルドカード（1次ラウンド2位最上位）の枠となる。
    4. 次に、第1グループの3チームが「ポット1」を抽選し、これに対応した「ポットA・B・C」を抽選して、1次ラウンド会場とグループを紐付けると共に、各チームのポジションを決定する。
    5. 続いて、第2グループの6チームが「ポット2」と、これに対応した「ポットA・B・C」を抽選して、各チームのポジションを決定する。
    6. 最後に、第3グループの3チームが「ポット3」を抽選し、各チームのポジションを決定する。この場合、同一地域リーグのチームと同じグループになる可能性については考慮されない。
- 試合は45分ハーフで延長戦・PK戦は行わない。
- 1次ラウンド・決勝ラウンドとも、試合ごとに勝ち点（90分での勝利=3、引き分け=1、90分での敗戦=0）を与え、3試合での累計勝ち点により順位を決定する。同勝ち点の場合は得失点差→総得点数→当該チーム間の対戦成績（各グループ2位の最上位を決める場合には比較対象としない）→反則ポイントで優劣を定め、それでも差がつかない場合は抽選とする。

## 試合スケジュール
組み合わせ抽選会は10月22日に行われた。

### 1次ラウンド

#### Aグループ
| 番 | チーム             | 試 | 勝 | 分 | 敗 | 得 | 失 | 差 | 点 | 出場権           |
| -- | ------------------ | -- | -- | -- | -- | -- | -- | -- | -- | ---------------- |
| A2 | FC刈谷 (A)         | 3  | 2  | 1  | 0  | 7  | 4  | +3 | 7  | 決勝ラウンド進出 |
| A1 | 栃木シティFC (A)   | 3  | 2  | 1  | 0  | 5  | 2  | +3 | 7  | 決勝ラウンド進出 |
| A3 | FC延岡AGATA        | 3  | 1  | 0  | 2  | 4  | 7  | −3 | 3  |                  |
| A4 | BTOPサンクくりやま | 3  | 0  | 0  | 3  | 3  | 6  | −3 | 0  |                  |

| #1 | 2022年11月11日 10:45 |

| 栃木シティFC | 1 - 1          | FC刈谷        |
| 安東輝 88分  | 公式記録 (PDF) | 野村柾斗 43分 |

| アースケア敷島サッカー・ラグビー場 観客数: 350人 主審: 加藤正和 |

| #2 | 2022年11月11日 13:30 |

| FC延岡AGATA         | 2 - 1          | BTOPサンクくりやま |
| 伊集院雷 31分, 47分 | 公式記録 (PDF) | 上米良柊人 80分    |

| アースケア敷島サッカー・ラグビー場 観客数: 163人 主審: 橋本真光 |

| #7 | 2022年11月12日 10:45 |

| 栃木シティFC                          | 2 - 0          | FC延岡AGATA |
| チョ・ヨンチョル 59分 · 表原玄太 66分 | 公式記録 (PDF) |             |

| アースケア敷島サッカー・ラグビー場 観客数: 284人 主審: 塚原健 |

| #8 | 2022年11月12日 13:30 |

| FC刈谷                          | 2 - 1          | BTOPサンクくりやま |
| 鈴木直人 71分 · 藤原拓海 90+5分 | 公式記録 (PDF) | 轡田葵左 35分      |

| アースケア敷島サッカー・ラグビー場 観客数: 290人 主審: 中村一貴 |

| #13 | 2022年11月13日 10:45 |

| 栃木シティFC                          | 2 - 1          | BTOPサンクくりやま |
| 清水貴文 56分 · チョ・ヨンチョル 66分 | 公式記録 (PDF) | 上米良柊人 63分    |

| アースケア敷島サッカー・ラグビー場 観客数: 328人 主審: 塚原健 |

| #14 | 2022年11月13日 13:30 |

| FC刈谷                                                        | 4 - 2          | FC延岡AGATA         |
| 佐々木宏樹 6分 · 川西真斗 7分 · 鈴木直人 17分 · 野村柾斗 21分 | 公式記録 (PDF) | 伊集院雷 59分, 67分 |

| アースケア敷島サッカー・ラグビー場 観客数: 187人 主審: 加藤正和 |

#### Bグループ
| 番 | チーム               | 試 | 勝 | 分 | 敗 | 得 | 失 | 差 | 点 | 出場権           |
| -- | -------------------- | -- | -- | -- | -- | -- | -- | -- | -- | ---------------- |
| B2 | 沖縄SV (A)           | 3  | 2  | 1  | 0  | 9  | 0  | +9 | 7  | 決勝ラウンド進出 |
| B3 | ヴェロスクロノス都農 | 3  | 1  | 1  | 1  | 4  | 6  | −2 | 4  |                  |
| B4 | コバルトーレ女川     | 3  | 0  | 2  | 1  | 2  | 3  | −1 | 2  |                  |
| B1 | アルティスタ浅間     | 3  | 0  | 2  | 1  | 3  | 9  | −6 | 2  |                  |

| #3 | 2022年11月11日 10:45 |

| アルティスタ浅間 | 0 - 6          | 沖縄SV                                                                               |
|                  | 公式記録 (PDF) | 一木立一 7分, 29分 · 安在和樹 37分 · 山田雄太 58分 · 荒井秀賀 76分 · 儀保幸英 90+2分 |

| 新潟市陸上競技場 観客数: 223人 主審: 松本康之 |

| #4 | 2022年11月11日 13:30 |

| ヴェロスクロノス都農            | 2 - 1          | コバルトーレ女川 |
| 梶山幹太 62分 · 柳田健太 90+5分 | 公式記録 (PDF) | 竹田そら 7分     |

| 新潟市陸上競技場 観客数: 215人 主審: 大峽諭 |

| #9 | 2022年11月12日 10:45 |

| アルティスタ浅間              | 2 - 2          | ヴェロスクロノス都農           |
| 岡本裕樹 43分 · 中澤峻哉 72分 | 公式記録 (PDF) | 梶山幹太 1分 · 阿渡真也 90+1分 |

| 新潟市陸上競技場 観客数: 220人 主審: 宗像瞭 |

| #10 | 2022年11月12日 13:30 |

| 沖縄SV | 0 - 0          | コバルトーレ女川 |
|        | 公式記録 (PDF) |                  |

| 新潟市陸上競技場 観客数: 262人 主審: 柳田翔 |

| #15 | 2022年11月13日 10:45 |

| アルティスタ浅間 | 1 - 1          | コバルトーレ女川 |
| 中島澪音 42分    | 公式記録 (PDF) | 野口龍也 29分    |

| 新潟市陸上競技場 観客数: 189人 主審: 松本康之 |

| #16 | 2022年11月13日 13:30 |

| 沖縄SV                              | 3 - 0          | ヴェロスクロノス都農 |
| 一木立一 12分 · 山田雄太 54分, 79分 | 公式記録 (PDF) |                      |

| 新潟市陸上競技場 観客数: 170人 主審: 宗像瞭 |

#### Cグループ
| 番 | チーム               | 試 | 勝 | 分 | 敗 | 得 | 失 | 差 | 点 | 出場権           |
| -- | -------------------- | -- | -- | -- | -- | -- | -- | -- | -- | ---------------- |
| C3 | ブリオベッカ浦安 (A) | 3  | 3  | 0  | 0  | 5  | 2  | +3 | 9  | 決勝ラウンド進出 |
| C2 | 福山シティFC         | 3  | 2  | 0  | 1  | 4  | 2  | +2 | 6  |                  |
| C1 | アルテリーヴォ和歌山 | 3  | 1  | 0  | 2  | 3  | 5  | −2 | 3  |                  |
| C4 | FC徳島               | 3  | 0  | 0  | 3  | 3  | 6  | −3 | 0  |                  |

| #5 | 2022年11月11日 10:45 |

| アルテリーヴォ和歌山 | 0 - 2          | 福山シティFC                                |
|                      | 公式記録 (PDF) | 田口駿 66分 (PK) · 松岡ジョナタン 76分 (PK) |

| 鳴門・大塚スポーツパークポカリスエットスタジアム 観客数: 200人 主審: 宇田川恭弘 |

| #6 | 2022年11月11日 13:30 |

| ブリオベッカ浦安           | 2 - 1          | FC徳島      |
| 林容平 2分 · 加藤大育 23分 | 公式記録 (PDF) | 操希翔 78分 |

| 鳴門・大塚スポーツパークポカリスエットスタジアム 観客数: 350人 主審: 堀格郎 |

| #11 | 2022年11月12日 10:45 |

| アルテリーヴォ和歌山 | 1 - 2          | ブリオベッカ浦安              |
| 関知哉 11分          | 公式記録 (PDF) | 藤岡優也 39分 · 加藤大育 49分 |

| 鳴門・大塚スポーツパークポカリスエットスタジアム 観客数: 250人 主審: 友政利貴 |

| #12 | 2022年11月12日 13:30 |

| 福山シティFC                    | 2 - 1          | FC徳島        |
| 塚田裕介 84分 · 小松光樹 90+4分 | 公式記録 (PDF) | 久保田蓮 26分 |

| 鳴門・大塚スポーツパークポカリスエットスタジアム 観客数: 700人 主審: 宇田川恭弘 |

| #17 | 2022年11月13日 10:45 |

| アルテリーヴォ和歌山        | 2 - 1          | FC徳島      |
| 髙橋俊樹 50分 · 堀野翔 62分 | 公式記録 (PDF) | 操希翔 57分 |

| 鳴門・大塚スポーツパークポカリスエットスタジアム 観客数: 400人 主審: 堀格郎 |

| #18 | 2022年11月13日 13:30 |

| 福山シティFC | 0 - 1          | ブリオベッカ浦安 |
|              | 公式記録 (PDF) | 伊川拓 64分      |

| 鳴門・大塚スポーツパークポカリスエットスタジアム 観客数: 200人 主審: 友政利貴 |

#### 各グループ2位
| 組 | チーム               | 試 | 勝 | 分 | 敗 | 得 | 失 | 差 | 点 | 出場権           |
| -- | -------------------- | -- | -- | -- | -- | -- | -- | -- | -- | ---------------- |
| A  | 栃木シティFC (A)     | 3  | 2  | 1  | 0  | 5  | 2  | +3 | 7  | 決勝ラウンド進出 |
| C  | 福山シティFC         | 3  | 2  | 0  | 1  | 4  | 2  | +2 | 6  |                  |
| B  | ヴェロスクロノス都農 | 3  | 1  | 1  | 1  | 4  | 6  | −2 | 4  |                  |

### 決勝ラウンド
| 組 | チーム                  | 試 | 勝 | 分 | 敗 | 得 | 失 | 差 | 点 | 昇格      |
| -- | ----------------------- | -- | -- | -- | -- | -- | -- | -- | -- | --------- |
| C  | ブリオベッカ浦安 (C, P) | 3  | 2  | 1  | 0  | 4  | 1  | +3 | 7  | JFLへ昇格 |
| B  | 沖縄SV (P)              | 3  | 1  | 2  | 0  | 4  | 0  | +4 | 5  | JFLへ昇格 |
| WC | 栃木シティFC            | 3  | 1  | 1  | 1  | 3  | 3  | 0  | 4  |           |
| A  | FC刈谷                  | 3  | 0  | 0  | 3  | 0  | 7  | −7 | 0  |           |

| #19 | 2022年11月23日 10:45 |

| 沖縄SV | 0 - 0          | ブリオベッカ浦安 |
|        | 公式記録 (PDF) |                  |

| 熊谷スポーツ文化公園陸上競技場 観客数: 449人 主審: 堀善仁 |

| #20 | 2022年11月23日 13:30 |

| 栃木シティFC                                  | 2 - 0          | FC刈谷 |
| 加藤カレッティ丈 12分 · チョ・ヨンチョル 73分 | 公式記録 (PDF) |        |

| 熊谷スポーツ文化公園陸上競技場 観客数: 398人 主審: 舟橋崇正 |

| #21 | 2022年11月25日 10:45 |

| 沖縄SV | 0 - 0          | 栃木シティFC |
|        | 公式記録 (PDF) |              |

| 熊谷スポーツ文化公園陸上競技場 観客数: 432人 主審: 安川公規 |

| #22 | 2022年11月25日 13:30 |

| ブリオベッカ浦安 | 1 - 0          | FC刈谷 |
| 上松瑛 90+3分    | 公式記録 (PDF) |        |

| 熊谷スポーツ文化公園陸上競技場 観客数: 302人 主審: 田邉裕樹 |

| #23 | 2022年11月27日 10:45 |

| 沖縄SV                                              | 4 - 0          | FC刈谷 |
| 山田雄太 13分, 38分 · 一木立一 42分 · 荒井秀賀 46分 | 公式記録 (PDF) |        |

| 熊谷スポーツ文化公園陸上競技場 |

| #24 | 2022年11月27日 13:30 |

| ブリオベッカ浦安                            | 3 - 1          | 栃木シティFC  |
| 伊藤純也 32分 · 村上弘有 48分 · 上松瑛 87分 | 公式記録 (PDF) | 吉田篤志 75分 |

| 熊谷スポーツ文化公園陸上競技場 |

## 最終結果
- 優勝：ブリオベッカ浦安
- 2位：沖縄SV
- 3位：栃木シティFC
- 4位：FC刈谷

上位2チームは12月6日に行われるJFL理事会において、JFLへの入会が正式に承認された。